# شورای اختصاصی (بریتانیا)
شورای عالی اختصاصی اعلیحضرت، که معمولاً به آن شورای اختصاصی یا شورای ویژۀ پادشاه گفته می‌شود، بدنهٔ رسمی مشاورین فرمانروای بریتانیا است. عضویت آن غالباً از سیاستمداران ارشد، که اعضای کنونی یا سابق مجلس عوام بریتانیا یا مجلس اعیان بریتانیا هستند تشکیل می‌شود.
ریشه‌های شورای اختصاصی به قرن سیزدهم میلادی بازمی‌گردد، و شاهان به‌طور سنتی و بدون اعتنا به پارلمان، از طریق یک شورای اختصاصی حکومت می‌کردند.
اما با تغییرات بنیادین در سال ۱۶۸۸ و شکل‌گیری نظام پارلمانی در بریتانیا با این که نقش شورای اختصاصی در امور روزمره حکومتی کاهش یافته‌است، تصمیمات مهم در خصوص مسائل استراتژیک یا امنیت ملی از طریق این شورا، و خارج از نظام پارلمانی، انجام می‌گیرند.
دستورهای شورای اختصاصی که می‌توانند جنبه‌های تقنینی، اجرایی یا قضایی داشته باشند، در حکم قانون مصوب پارلمان هستند. قانونگذاری در خصوص مستعمرات هم یکی از اختیارات شورای اختصاصی پادشاه است. اعضای کنونی شورا بیش از ۴۰۰ نفر هستند که به‌طور مادام العمر توسط پادشاه منصوب می‌شوند. از جمله اعضای شورای اختصاصی، اعضای کابینه فعلی، اعضای کابینه‌های پیشین، گروهی از اعضای مجلس اعیان و رهبران کلیسای انگلستان هستند. با این حال جلسات شورا با حضور سه عضو در کنار پادشاه رسمیت پیدا می‌کنند و لذا کافی است که حتی برای امور بسیار مهم، نخست‌وزیر و دو تن از یاران نزدیک او در کابینه، در حضور پادشاه به یک تصمیم برسند.
بدین ترتیب، با وجود شورای اختصاصی، دست دولت عملاً باز است که با انعطاف‌پذیری کامل، مقرراتی را که نمی‌توان به دلیل حساسیت موضوع به سادگی در جلسات علنی پارلمان مطرح کرد، در قالبی دیگر به عنوان دستورهایی که در حکم قانون است معرفی کند و به اجرا بگذارد.